# Криворожки район
Криворожки район (на украински: Криворізький район) е район на Днепропетровска област, южна и централна Украйна. Центърът на района е град Кривой рог. Населението на района е 743 934 души (1 януари 2022). 

## История
На 18 юли 2020 г., като част от административната реформа на Украйна, броят на районите на Днепропетровска област е намален на седем, а територията на Криворожки район е значително разширена. Три предишни района – Апостоловски, Софиевски и Широковски, както и Криворожка община са обединени в Криворожки район.

## Подразделения
След реформата от 2020 г. районът се състои от 15 громади.